# António Garcia da Rosa
António Garcia da Rosa (Horta, 25 de Agosto de 1790 — Horta, 25 de Abril de 1876), 1.º barão da Areia Larga, foi um aristocrata e político açoriano que, entre outras funções, foi subprefeito da Comarca da Horta (1833) e governador civil do Distrito da Horta.

## Biografia
Foi filho do desembargador Manuel Garcia da Rosa e de sua mulher Isabel Josefa de Lacerda, uma família da melhor aristocracia faialense.
Pertencente à elite da cidade da Horta, foi uma das figuras mais destacadas da cena política faialense no período que se seguiu ao fim da Guerra Civil. Foi por várias vezes vereador da Câmara Municipal da Horta, tenente-coronel do regimento de milícias do Faial e subperfeito da Horta em 1833, durante o curto período em que existiu a Província dos Açores. Após a criação do Distrito da Horta, foi governador civil interino num período de grande agitação política nos Açores.
Recebeu o título de barão da Areia Larga, por decreto de 22 de Fevereiro de 1854 do rei D. Pedro V de Portugal e foi feito fidalgo da Casa Real com brasão de armas concedido por alvará de 12 de Março de 1857. Foi ainda agraciado com a comenda da Ordem de Cristo.
Casou a 15 de Julho de 1815 com Isabel Lacerda Peixoto.